# پرواز ۲۰۳ آویانکا
پرواز ۲۰۳ آویانکا (انگلیسی: Avianca Flight 203) یک پرواز داخلی مسافری کلمبیا از فرودگاه بین‌المللی ال دورادو در فرودگاه بین‌المللی بوگوتا به فرودگاه بین‌المللی آلفونسو بونییا آراگون در کالی بود. این هواپیما در ۲۷ نوامبر ۱۹۸۹ توسط یک بمب بر روی شهرداری سواچا منفجر شد.
این هواپیما از شهر بوگوتا پایتخت کلمبیا در مسیر کالیان خارج شد. به مدت پنج دقیقه در هوا بود و پرواز با سرعت ۷۹۴ کیلومتر در ساعت (۴۹۳ مایل در ساعت) بود که یک انفجاری در آن بوقوع پیوست و بخارات سوختی را در مخزن سوخت خالی مشتعل کرد....

## پرواز
این هواپیما بوئینگ ۷۲۷-۲۱ با شماره ثبت HK-1803 بود که از خطوط هوایی سراسری آمریکا (پانام) خریداری شده بود. این هواپیما در ساعت ۷:۱۳ دقیقه برنامه‌ریزی شده بود. پنج دقیقه بعد از شروع پرواز، بمبی که در نزدیکی مخزن سوخت قرار داشت، در ۱۳۰۰۰ فوتی منفجر شد. انفجار هواپیما قسمت بینی را از قسمت دم جدا کرد، که با شعله‌های آتش سقوط کرد همه ۱۰۷ نفری که در هواپیما بودند، کشته شدند و سه نفر نیز در زمین کشته شدند.

## عواقب بعدی
افنجار پرواز ۲۰۳ در دهه‌های خشونت در کلمبیا، کشنده‌ترین حمله مجرمانه بود. پابلو اسکوبر از کارتل مدئین بمب‌گذاری را انجام داده بود، امیدوار بود که کاندیدای ریاست جمهوری در انتخابات ۱۹۹۰ سزار گاوریا تروجیلو کشته شود.
با این حال، او در هواپیما نبود و رئیس‌جمهور کلمبیا شد. دو آمریکایی در بین کشته بودند که باعث شد که دولت بوش عملیات پشتیبانی از اطلاعات برای یافتن اسکوبار در کلمبیا را شروع کند.
داندنی مونز موسکورا، قاتل اصلی برای کارتل مدلین، به اتهام بمب‌گذاری در یک دادگاه منطقه ای ایالات متحده محکوم شد و به ۱۰مجازات زندان ابد محکوم شد

## رویدادهای اخیر
در روز ۲۸ نوامبر ۲۰۱۶، روزنامه کلمبیا ال اسپکتادور یک گزارش تحقیقاتی در مورد پرواز ۲۰۳ را که شامل ۸ فصل بود، منتشر کرد. در این گزارش ادعا شده‌است که انفجار ناشی از خرابی پمپ سوخت در داخل مخزن سوخت بوده‌است که چندین بار در گزارش‌های قبلی به آن اشاره شده بود. این گزارش توسط آویانکا و اعضای خانواده قربانیان به شدت مورد انتقاد قرار گرفت.

## فرهنگ عمومی
در سال ۲۰۱۵ در سریال اصلی نت‌فلیکس، نارکس، بمبگذاری، به صورت ناخواسته توسط یک فرد جدید استخدام شده در کارتل اسکوبار انجام شده‌است، به نمایش گذاشته شده‌است.